# Slumber - Il demone del sonno
Slumber - Il demone del sonno è un film del 2017 diretto da Jonathan Hopkins.

## Trama
Alice Arnolds è una specialista di disturbi del sonno che è rimasta scossa dalla misteriosa morte di suo fratello. Quando un'intera famiglia manifesta strani problemi durante la notte, Alice dovrà affrontare un oscuro demone.

## Distribuzione
Il film è stato distribuito nelle sale cinematografiche italiane il 01 febbraio 2018.